# Metailurini
I Metailurini erano una tribù estinta di felidi Machairodontini, le cosiddette "tigri dai denti a sciabola", vissuta  in Africa, Asia, Europa e Nord America, dal Miocene al Pleistocene.
I membri più conosciuti di questa famiglia sono Dinofelis e Metailurus, ma molti generi e specie di metailurini sono basati su materiale troppo frammentario per permetterne una ricostruzione dettagliata. Questi includono Stenailurus, Adelphailurus, e Fortunictis.
Sono stati i più problematici in termini di classificazione tra i felini dai denti a sciabola. Quello dei Metailurini era infatti un gruppo di felidi con caratteristiche moderate da Machairodonte, i cui membri sono stati visti come intermediari tra i felidi coi denti conici e i veri Machairodontini, tanto da essere definiti "false tigri dai denti a sciabola".
Una prima proposta (Crusafont and Aguirre 1972) aveva classificato i metailurini in una propria sottofamiglia, quindi sullo stesso piano di Felini e Machairodontini. Ora, tuttavia, sono generalmente considerati come solo una tribù, un insieme di generi strettamente imparentati con i Machairodontini. Ma alcuni studiosi ancora sono in disaccordo se appartengano ai machairodontini o ai felini. Tuttavia anche i metailurini più primitivi conosciuti presentano molte caratteristiche da Machairodonte leggere ma distinte: tutti mostravano canini superiori più compressi e carnassiali più allungati rispetto ai felini moderni. Tuttavia, avevano canini più corti e meno appiattiti che in altri machairodontini, la loro regione mastoide era poco derivata, il glenoide non era abbassato, e mostravano poca o nessuna riduzione nel processo coronoide della mandibola. Quando conosciute, le loro vertebre cervicali sono molto più lunghe o più sviluppate che nei moderni grandi felini, e i loro scheletri sono in genere primitivi, con lunghe zampe posteriori ben adattate a saltare.
Vivevano in Africa, Eurasia, e Nord America, tra il Turoliano e l'inizio del Pleistocene.